# Đền Kumbum
Bản mẫu:Dự án Phật giáo Tây Tạng
Kumbum (đền Thập Vạn Phật - Mạn Đà La vĩ đại ba chiều) – thuộc Gyantse – cao nguyên Tây Tạng – cạnh Palkhor. Đền nằm ở độ cao 4032m, thuộc thung lũng sông Nyang Chu. Ngôi Đền là di tích kỷ niệm nơi đản sinh của Đại Sư Tông Khách Ba, Nhà cải cách Phật giáo vĩ đại của Tây Tạng và cũng là Tông chủ phái Hoàng Mạo (Mũ Vàng, Gelupa) tông phái nắm quyền tại Tây Tạng cho đến tận ngày nay bởi các vị Dalailama.Mục đích ban đầu của ngôi đền là xây dựng để bảo vệ cây Bồ Đề linh thiêng mọc ngay chỗ Tông Khách Ba đản sinh, cây này linh thiêng tới mức trên mỗi lá cây đều tự hiện lên hình câu chân ngôn OM MANI PADME HUM, đây là một sự thật tại Tây Tạng tuy rằng nó rất khó tin với phần còn lại của Thế giới.
Đây chính là điểm thu hút du khách duy nhất khi khách du lịch đến với Gyantse. 

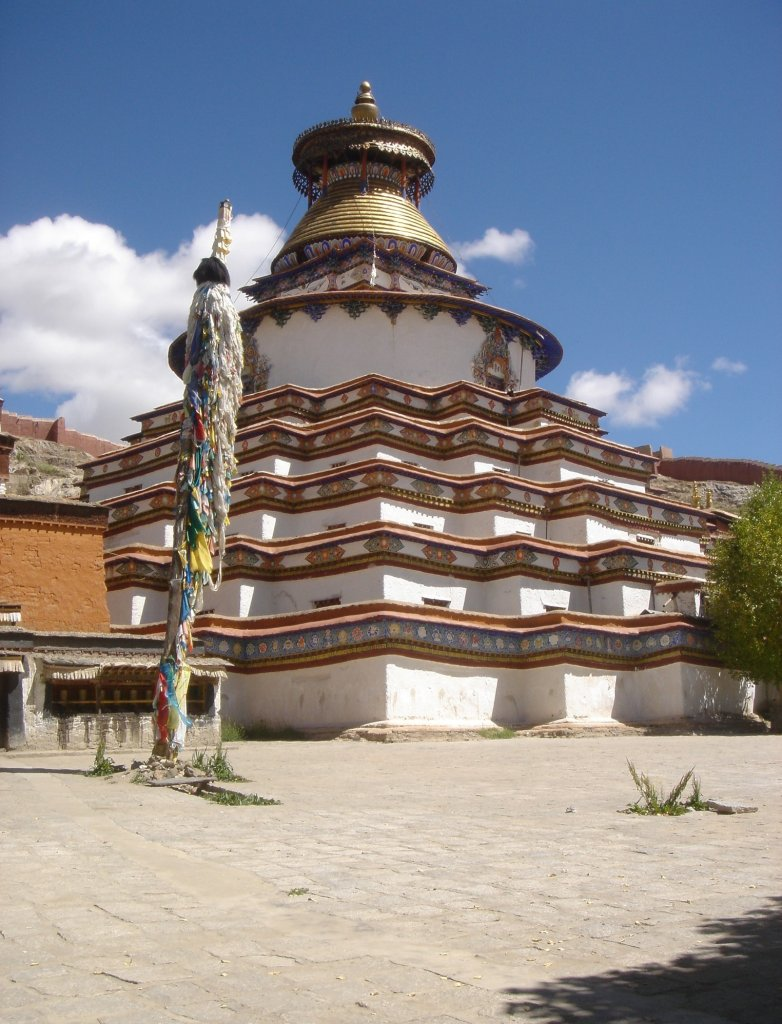
Kumbum được mệnh danh là Mạn Đà La vĩ đại 3 chiều

## Mô tả
Đền này xây dựng năm 1436 gồm 9 tầng, 108 cửa, có 77 khám thờ. Toàn bộ đền có khoảng 100.000 hình tượng Phật, Bồ tát, hộ pháp,...nên nó được mệnh danh là ""đền thập vạn Phật"". Đền được nghệ nhân Tây Tạng và Nepal xây dựng, nhìn từ xa người ta thấy cặp mắt Phật được vẽ theo kiểu Nepal. Sở dĩ đền này được gọi là "mạn đà là vĩ đại" là vì nó biểu diễn quan niệm về vũ trụ của Phật giáo Tây Tạng. Theo Govinda – các đền thờ Tây Tạng có 5 phần, tượng trưng cho 5 yếu tố xây dựng nên vũ trụ,. Phần dưới đền hình khối, tượng trưng cho yếu tố đất, bền vững, ổn định. Đó là yếu tố của các chất đặc, nặng, là nền móng của mọi sắc hình. Trên hình khối là hình cầu, có khi là hình bán cầu. Hình cầu tượng trưng cho yếu tố nước, sự luân chuyển, sự di động, Ngược lại với đất, nước có tính bất định, và trôi chảy. Trên hình cầu là hình nón cụt tượng trương cho lửa hình dáng của nó giống như ngọn lửa hướng về phía trên, Trên hình nón cụt là những đĩa, mặt đĩa ngửa về phía trên, nhìn ngang giống như hình bán cầu. Những đĩa tròn này tượng trưng cho gió hay không gian. Cuối cùng nằm trên tất cả là một chấm hình nhọn tượng trưng cho thức.
Thức chỉ là một chấm, khác với 4 yếu tố khác nó không có kích thước. Thức chứa đựng tất cả mà không bị hạn chế trong dạng hình nào cả. Thức được biêu diễn bởi một chấm không có kích thước vì nó là giao điểm giữa tầng mức vật chất với mức độ khác mà ta gọi là tâm linh.
Từ xa đền Kumbum cho thấy nó được xây dựng theo kiến trúc nói trên, hình khối phía dưới có năm tầng sơn trắng. Phần hình cầu tượng trưng cho yếu tố nước được xây bằng hình ống tròn với 4 cửa sổ. Phần trên là mái điện thếp vàng với 4 cặp mắt của Phật nhìn ra 4 phía.

## Ngôi đền của Thập vạn Phật
Trong điện trên 2 bức tường với hàng ngàn bức tượng Phật mỗi vị có một chút khác biệt. Các bức tranh tượng lý giải theo trình tự ba thân: Pháp thân, Báo Thân và Ứng Thân, trong Kim cang thừa đóng vai trò quan trong bậc nhất trong triết lý về vũ trụ của Phật giáo Tây Tạng. Ngoài 5 yếu tố đã nói ở trên, đền này còn diễn tả thêm ba dạng xuất hiện nữa của Phật tính trong 3 thân. Nếu đi từ dưới lên là đi một vòng, từ vòng sinh tử luân hồi đến hồi Niết bàn.
Tầng dưới của điện Kumbum diễn tả hình tướng của các vị Phật và Bồ tát trong dạng ứng thân – đó là các vị đã sống thật trên trái đất này như Thích Ca mâu ni và các đệ tử của ngài. Người ta có thể nhân ra điêu đó qua quần áo, bình bát và cây bồ đề. Các bức bích họa diễn tả đời sống của Ngài cách đây 2500 năm. Kể cả các tiền kiếp của Phật cũng được xếp vài loại Ứng Thân.
Trên những tầng cao hơn là dạng Báo Thân của Phật. Đó là những hình tượng diễn tả các vị Giác Ngộ trong một thế giới khác trong các cõi Tịnh độ. Đó là hình ảnh Phật trong kimh Hoa Nghiêm, Lăng Nghiêm, Pháp Hoa với một số hào quang và bảo vật. Quan trọng nhất, trong dạng Báo Thân, các vị Phật xuất hiện thông qua những "mẩu hình cơ bản, của vũ trụ. Đó là năm dạng cơ bản của tâm thức. Vũ trụ quan của Kim Cương thừa quan niệm của mọi hiện tượng tâm vật trong thế gian đều được xếp thành năm họ mà đứng đầu năm họ này được xếp thành năm vị Ngũ Phương Phật gồm: Đại Nhật, Bất Động, Bảo Sinh, A di đà, Bất Không Thành Tựu. 5 vị này đại diện cho 5 khía cạnh của Phật Tính. Ngũ phương Phật vì thế có 5 màu sắc khác nhau. Ngoài 5 màu còn có 5 hướng, năm trí, năm yếu tố. Quan niệm về các mẫu hình cơ bản, đều là hết sức sâu sắc và đóng vai trò hết sức quan trọng trong tâm lý học hiện đại.
Trên tầng cao hơn là báo thân là dạng Pháp thân với các hình tượng các vị A Đề Phật hay bản sơ Phât. Pháp thân thường được hình dung như cái gì đó vô tướng, không biến hoại. Thế nhưng đối với kim cương thừa, pháp thân có thể hóa hiện thành các vị A Đề Phậ để giáo hóa mà phái Ninh mã gọi là Phổ Hiền, phái Cam Đan gọi là Kim Cương Tát Đỏa, phái Cách Lỗ gọi là Kim Cang Trì. Trên tầng cao nhất của Kumbum có một bức tranh trình bày Kim Cương trì.

## Gallery

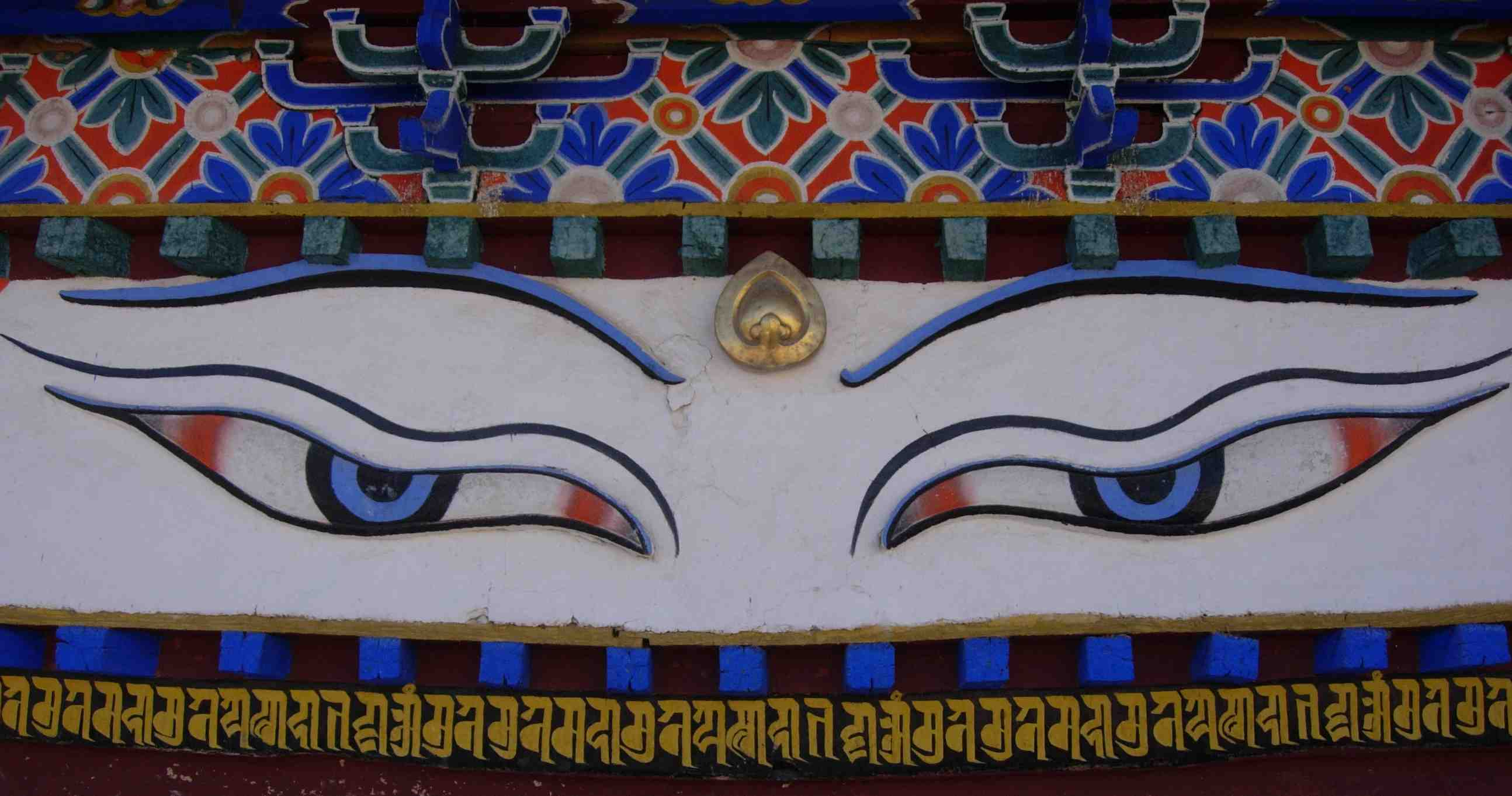
Artwork on the exterior of the Kumbum in Gyantse.
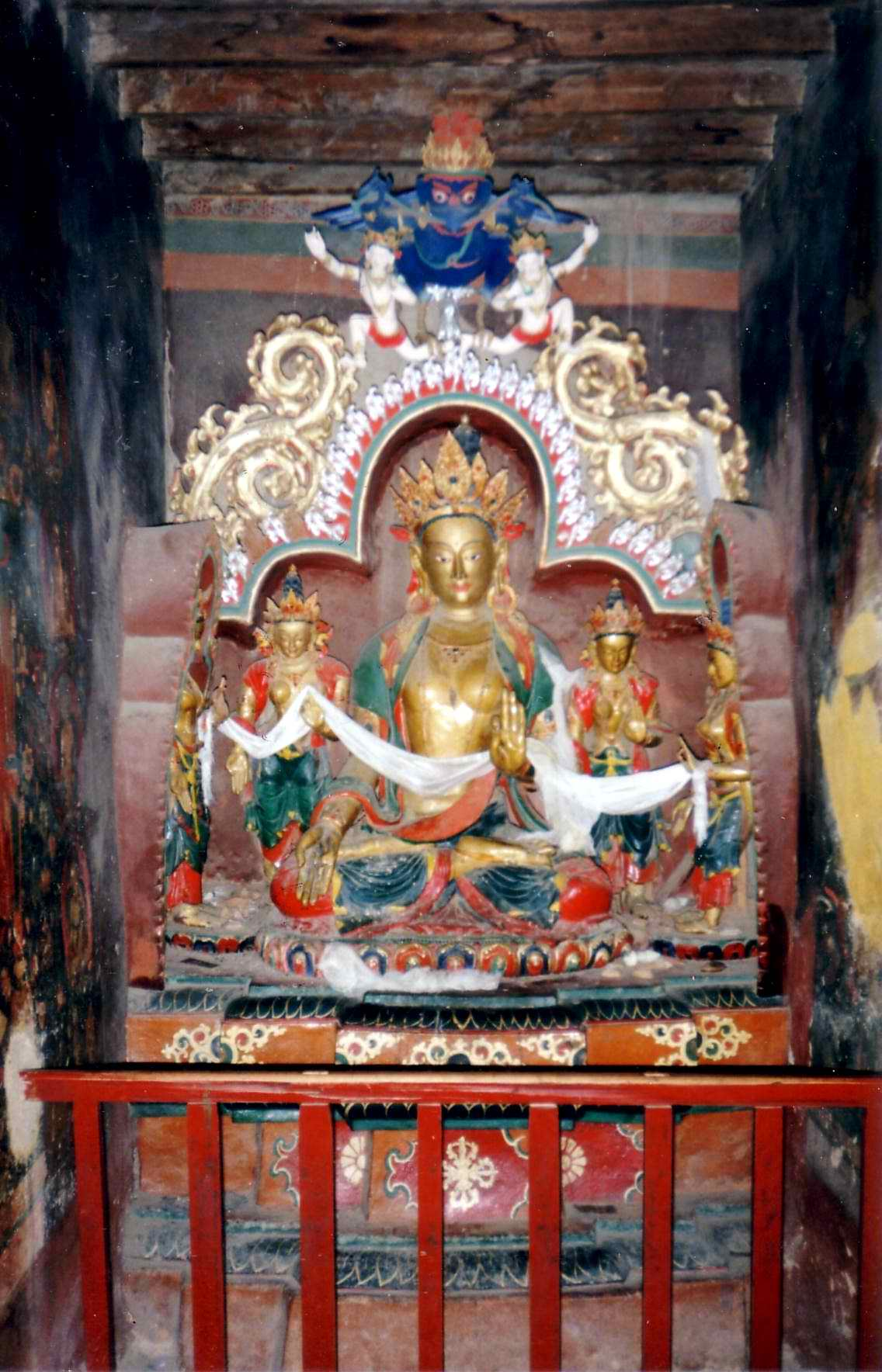
Tara statue. Gyantse Kumbum. 1993
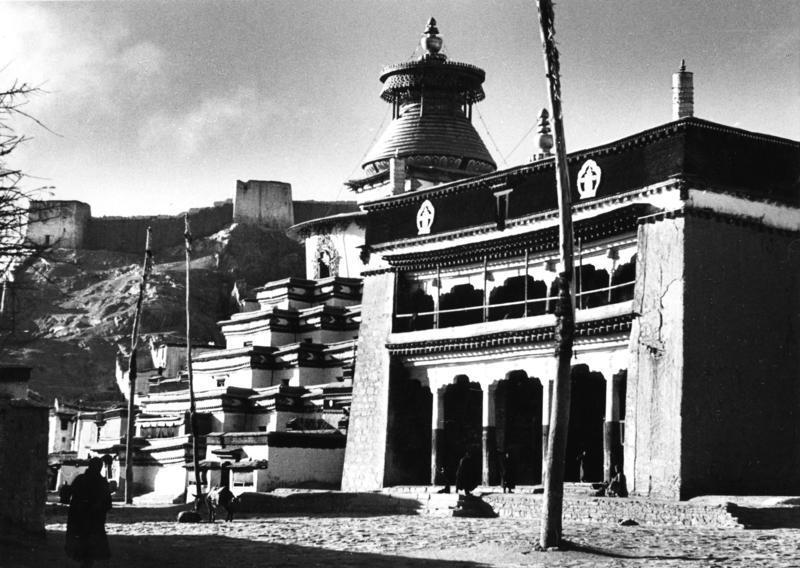
Gyantse Kumbum and gompa, 1938